# Gehrde
Gehrde is een gemeente in de Duitse deelstaat Nedersaksen. De gemeente maakt deel uit van de Samtgemeinde Bersenbrück in het Landkreis Osnabrück. Gehrde telt 2.542 inwoners.
Gehrde ligt in het Artland, dat nader beschreven wordt op de pagina over de noordelijke buurgemeente Samtgemeinde Artland.
Het gemeentewapen draagt het drakenmotief, dat typerend is als decoratie op Artländer boerderijen.

## Indeling van de gemeente

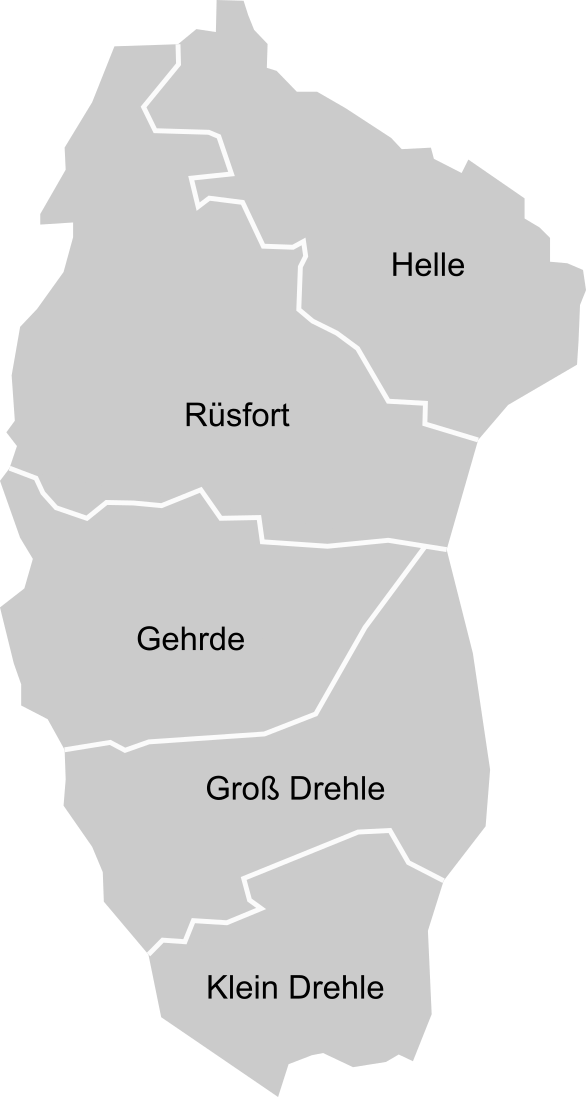
Ligging van de Ortsteile van Gehrde

Delen van de gemeente:
- Dorf Gehrde – dorpskern met gemeentehuis
- Bauerschaft Gehrde- boerschap, boerderijen om de dorpskern heen
- Groß Drehle
- Helle (Klein-Helle en Groß-Helle)
- Klein Drehle
- Rüsfort

Zie verder onder: Samtgemeinde Bersenbrück.
- Gemeinsame Normdatei: 4398804-0
- Virtual International Authority File: 247365441
- WorldCat: E39PBJvmGFFQF93XxHtgCpJv73

Alfhausen · 
Ankum · 
Bad Essen · 
Bad Iburg · 
Bad Laer · 
Bad Rothenfelde · 
Badbergen · 
Belm · 
Berge · 
Bersenbrück · 
Bippen · 
Bissendorf · 
Bohmte · 
Bramsche · 
Dissen am Teutoburger Wald · 
Eggermühlen · 
Fürstenau · 
Gehrde · 
Georgsmarienhütte · 
Glandorf · 
Hagen am Teutoburger Wald · 
Hasbergen · 
Hilter am Teutoburger Wald · 
Kettenkamp · 
Melle · 
Menslage · 
Merzen · 
Neuenkirchen · 
Nortrup · 
Ostercappeln · 
Quakenbrück · 
Rieste · 
Voltlage · 
Wallenhorst